# Peña de Francia
La Peña de Francia (« rocher de France ») est une montagne de 1 727 mètres située dans la commune d'El Cabaco, au sud de la province de Salamanque (Castille-et-León, Espagne).
Au sommet de la montagne se trouve le sanctuaire Notre-Dame-du-Rocher-de-France.

## Religion et tourisme
Le sommet est connu pour sa Vierge noire, Notre-Dame du Rocher de France (en espagnol Nuestra Señora de la Peña de Francia), ainsi que son sanctuaire, presque inaccessible l'hiver en raison de la neige. Durant l'été les touristes affluent, notamment des pèlerins chrétiens, en partie grâce à la proximité avec La Alberca. En plus de l'église, il y a un couvent, un gîte indépendant du monastère ainsi qu'une antenne servant de relais.

## Flore
La végétation de la Peña de Francia est principalement sur la partie basse de la montagne, en majorité des chênes tauzins et des pins sylvestres, liés au reboisement après des incendies, mais aussi des fougères et des bruyères arborescente et certaines fruticées (comme Cytisus oromediterraneus ou Echinospartum). Sur la partie supérieure de la montagne la flore laisse presque entièrement la place à un sol rocheux.

## Littérature
La Peña de Francia est cité dans Don Quichotte, de Cervantès, dans le chapitre XXII : « Dieu te conduise, s’écria-t-il, ainsi que la Roche de France et la Trinité de Gaëte, fleur, crème, et écume des chevaliers errants ! Va, champion du monde, cœur d’acier, bras d’airain ; Dieu te conduise, dis-je encore, et te ramène sain et sauf à la lumière de cette vie, que tu abandonnes pour t’enterrer dans cette obscurité que tu cherches ! ».

Vue du sanctuaire
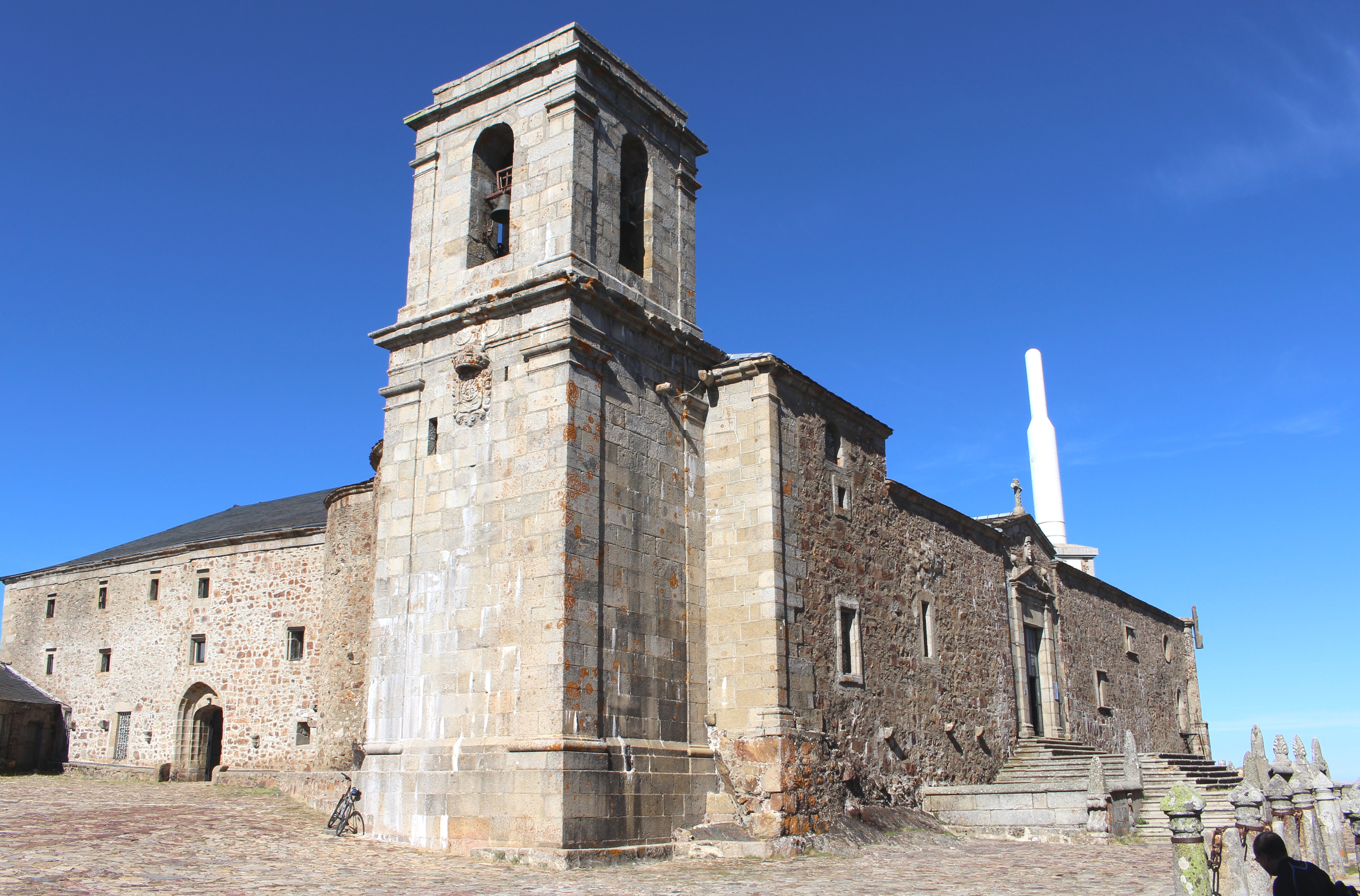
Sanctuaire.
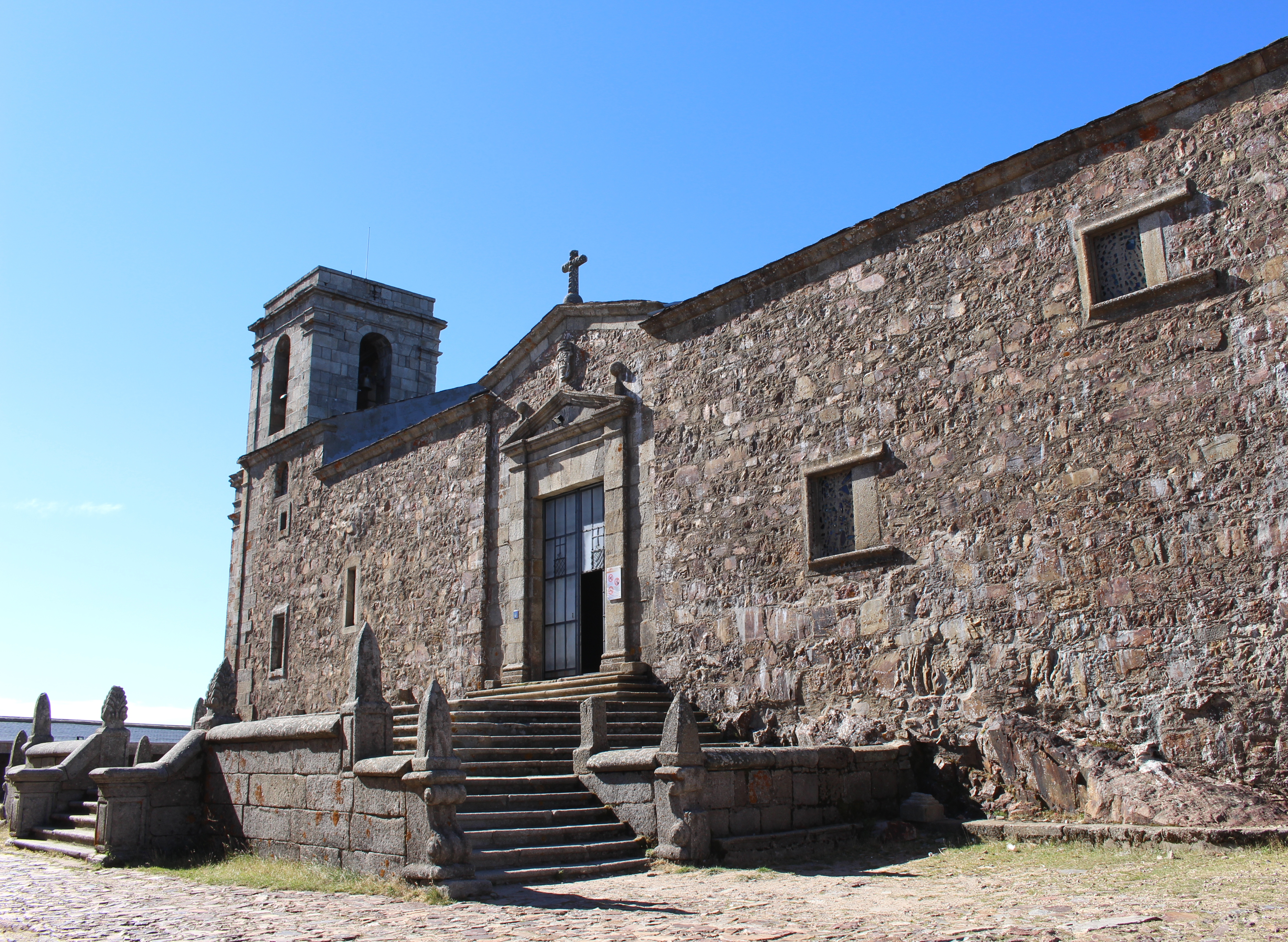
Sanctuaire.
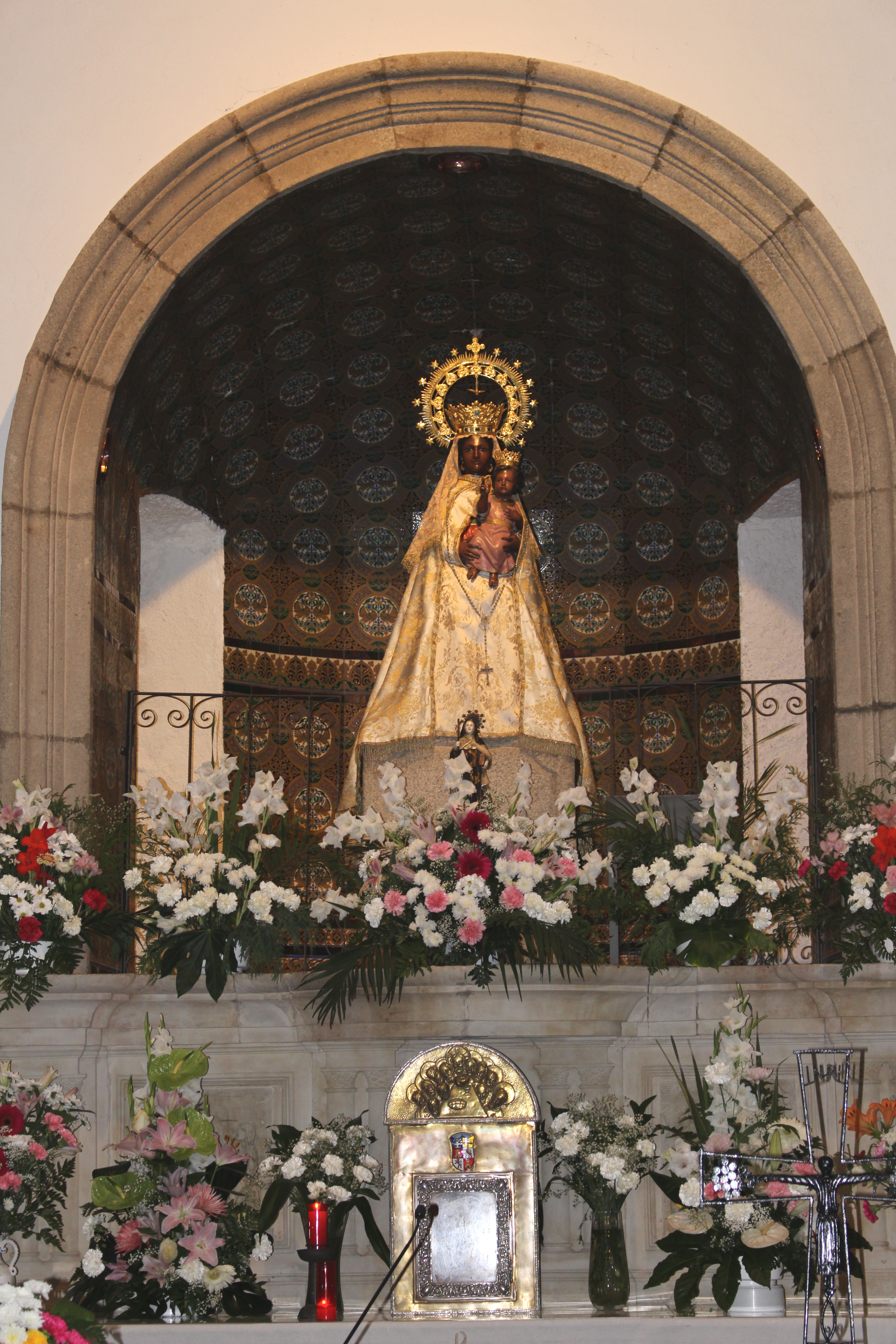
Notre-Dame-du-Rocher-de-France.
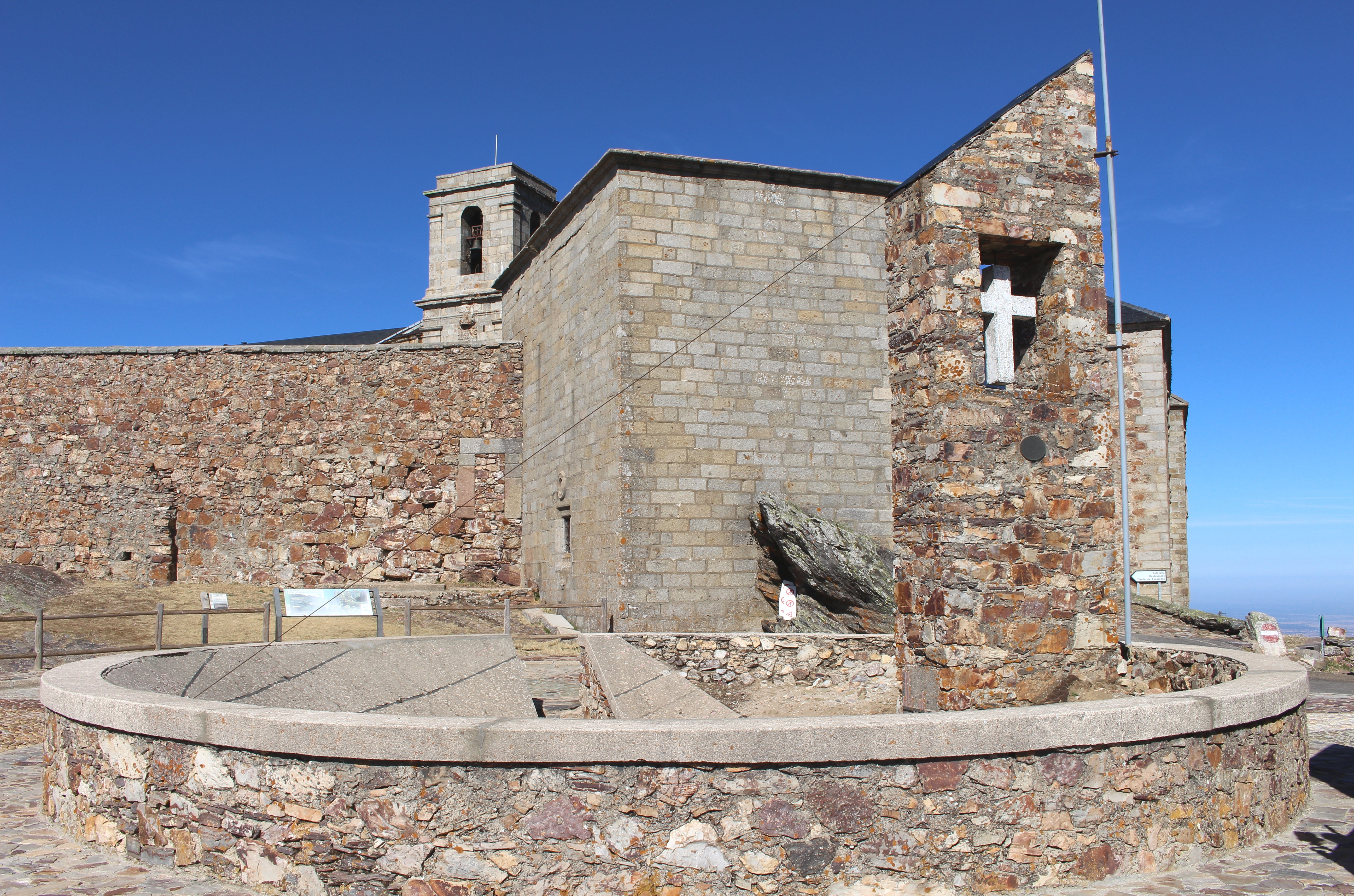
Cadran solaire.
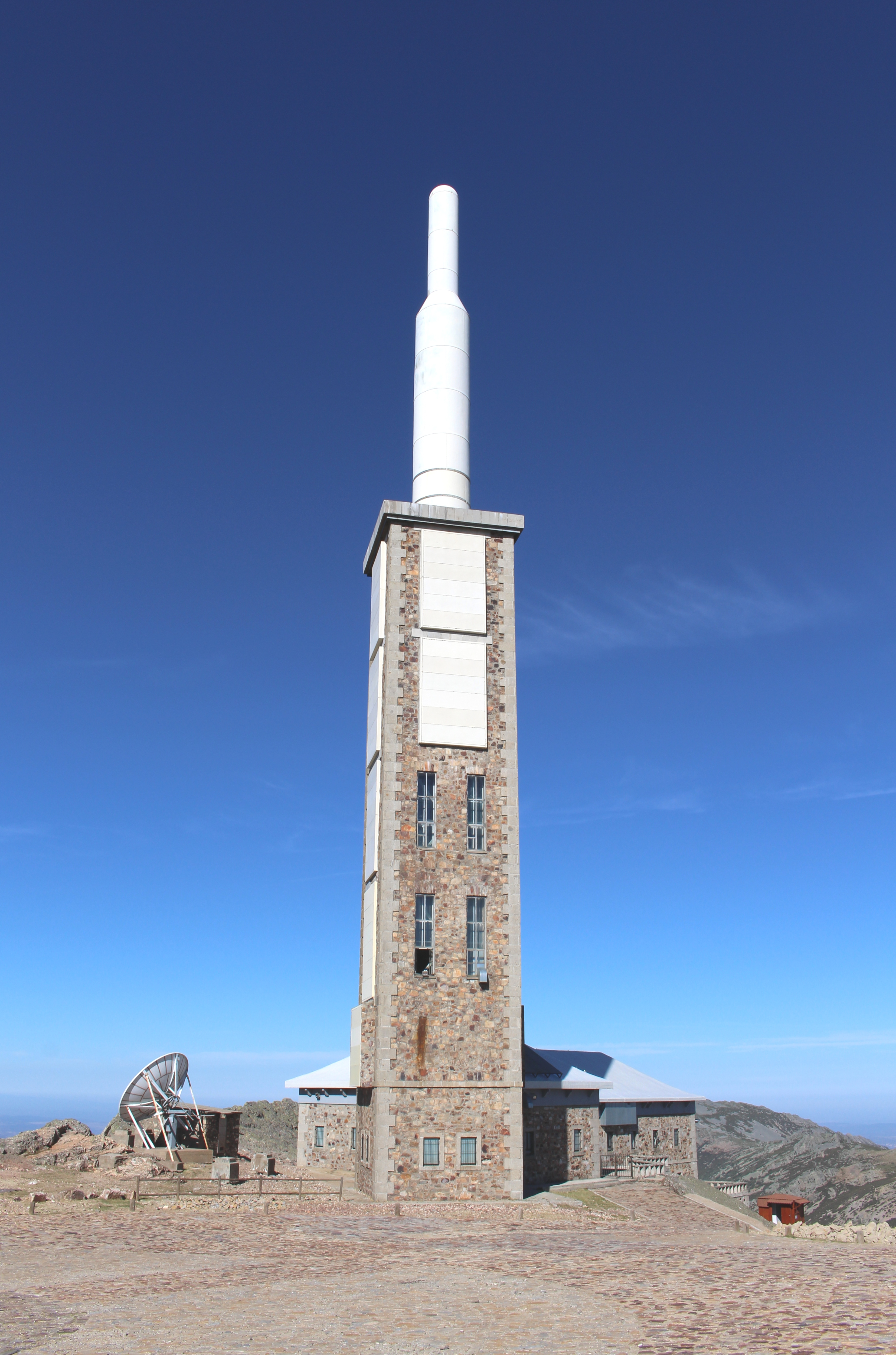
Relais TV.
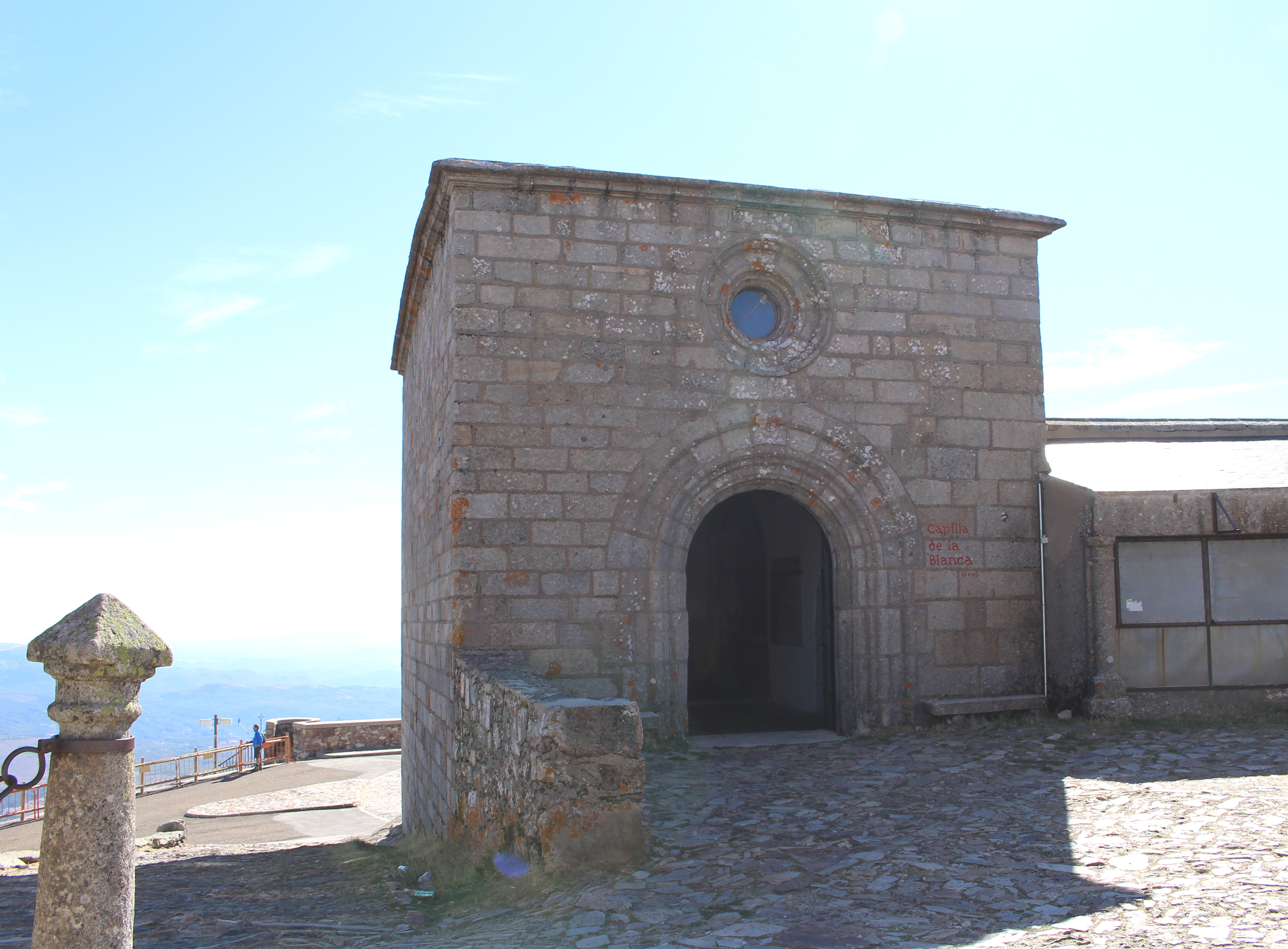
Chapelle de la Blanca.
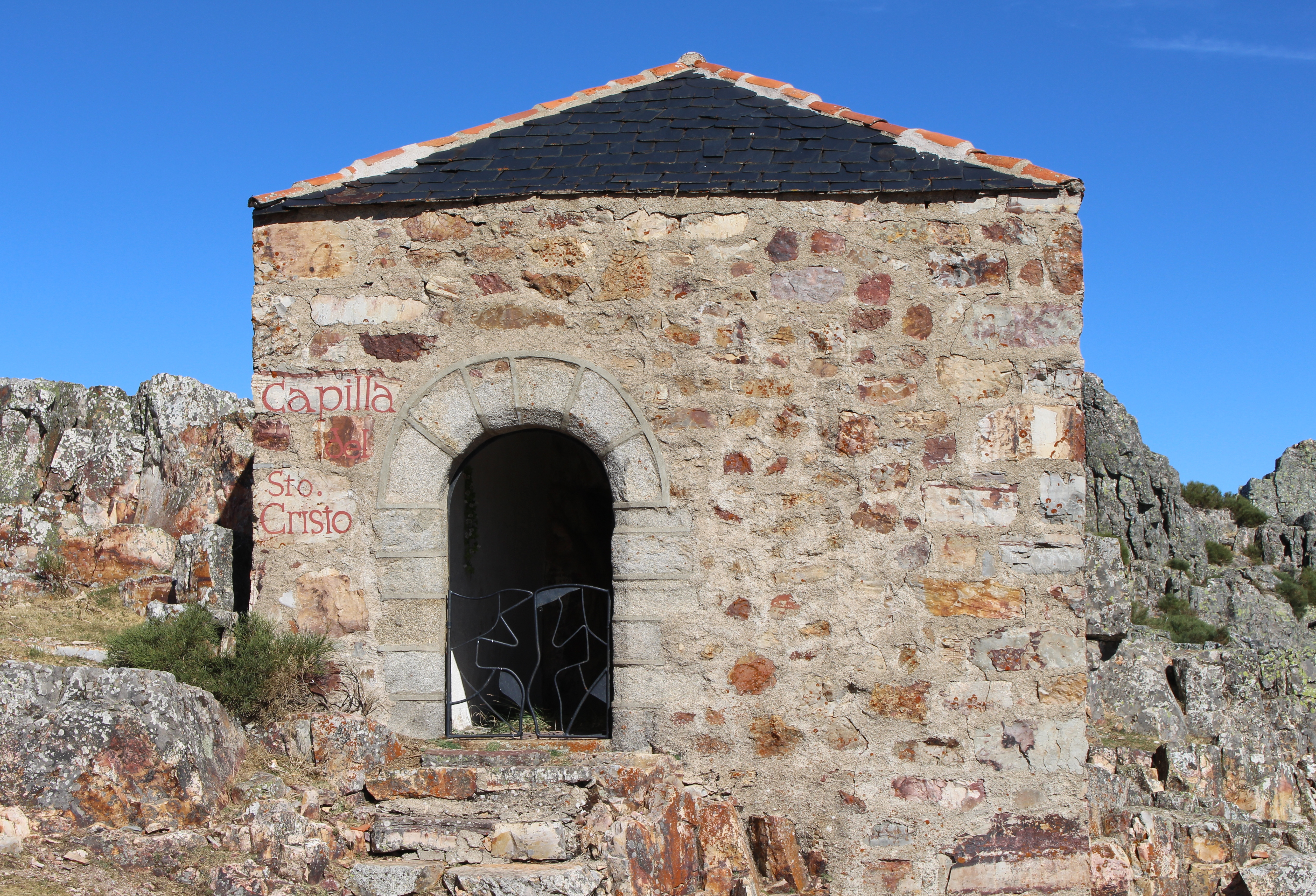
Chapelle Santo Cristo.